# Culture stratégique (politique étrangère)
 (avril 2019).
Pour les articles homonymes, voir Culture stratégique (homonymie).
La culture stratégique, en politique étrangère, est un moyen d’évaluer les différences entre les comportements stratégiques des États. Le concept englobe des valeurs, normes et idées liées à la culture propre aux États. L’objectif est de démontrer comment elles sont à la fois une cause et une conséquence des actions entreprises dans un objectif sécuritaire dans le domaine des relations internationales.
L’élaboration de la théorie sur la culture stratégique est relativement récente, la première apparition du concept dans le sens commun apparaissant en 1977 dans les travaux de Snyder. Depuis ce temps, la définition fut modifiée et contestée à maintes reprises. En revanche, certains auteurs à travers le temps ont tenté d’apporter leur propre définition englobante de la culture stratégique, ce qui permet de saisir l’idée générale de la notion.
Greathouse en particulier apporte une définition à la fois explicative et interprétative afin de réconcilier les différentes générations. Pour lui, il s’agit d’un ensemble de normes, d’idées et de modes de comportement fondés sur des préférences stratégiques omniprésentes de longue date concernant le rôle de la force militaire. Cet ensemble détermine les options institutionnelles disponibles pour atteindre les objectifs de sécurité et de défense.
Malgré ces définitions, la plupart des auteurs discutent encore à ce jour de la culture stratégique en tant que débat historique entre trois générations d’études,,. Ces débats ont eu lieu à travers divers articles de revues scientifiques, en réponse à l’une et l’autre. Les trois générations sont toutes plus ou moins concurrentes l’une avec l’autre, et sont apparues en rapide succession entre la fin des années 1970 et le début des années 2000.

## Première génération
La première génération d’études sur la culture stratégique peut être simplement contextualisée comme décrivant le lien synergique entre la culture stratégique et la politique sur les armes de destruction massive . Lantis situe d’ailleurs l’apparition textuelle moderne de la culture stratégique vers 1977, quand des chercheurs comme Snyder ont intégré les arguments de cultures politiques dans le domaine des études de sécurité modernes, en interprétant la stratégie nucléaire soviétique,. Snyder soutient que par un processus de socialisation et un ensemble de croyances communes, d’attitudes et de modèles de comportements vis-à-vis la stratégie nucléaire, les politiques nucléaires russes ont atteint un état de semi-permanence qui les situe davantage sur le plan culturel que sur celui de la simple politique. Il définit ensuite la culture stratégique comme un mode de pensée et d’action respectant les forces en place, dérivé des perceptions de l’expérience historique nationale et de l’aspiration au respect du comportement responsable en termes d’intérêts nationaux et de la culture civique. Cette définition fut critiquée dans sa façon d’imaginer la culture stratégique, qui était problématique et subjective.
En perspective, Snyder conclut dans un article subséquent que la culture devrait être une explication de dernier recours, mais son travail a inspiré un développement rapide de la littérature, dont les ouvrages de Gray, considéré comme une icône de la première génération d’études sur la culture stratégique. Ce dernier adoptait une approche contextuelle de la culture stratégique. Il tentait de mieux tracer le lien entre la culture stratégique et le comportement stratégique d’un État. Pour Gray, le comportement stratégique signifie le comportement étatique face à une menace ou l’utilisation de la force à des fins politiques.
L’approche de Gray, auteur important de première génération, peut être qualifiée de « contextuelle » dans le sens où il perçoit la culture stratégique en tant que contexte, tout en étant conscient que l’expression « contexte » peut avoir plusieurs significations ; il choisit cependant de parler du contexte comme étant « ce qui tisse ensemble » . Et dans ce contexte, il est important de faire le pont entre la politique et les comportements sur le plan international, et c’est là où intervient le concept de stratégie : il s’agit du pont entre le jugement politique et les tactiques, entre la politique et le combat. Le contexte transcende à la fois la cause et l’effet. Dans cette optique de culture en tant que contexte, Gray est d’avis que chaque acteur constitue la culture ainsi que le contexte. Dans le cadre de ses recherches sur les doctrines nucléaires soviétiques, Gray soutenait que les différences avec les comportements américains résidaient profondément dans des variables macro-environnementales comme l’expérience historique, culture politique ou la géographie. L’expérience historique nationale d’un État produit donc des modes de pensée et d’action relatifs aux forces en place, qui à leur tour produisent des croyances dominantes respectant les choix stratégiques ; ceci explique pourquoi les cultures stratégiques américaines et soviétiques étaient relativement homogènes à l’interne, mais que les deux cultures différaient fondamentalement, ce qui expliquait l’incapacité des uns à prédire le comportement des autres.

## Deuxième génération
La première génération souffrait du fait que le lien entre le contexte et les actions de politique étrangère n’était pas dessiné de façon convaincante, donc trop déterministe. De plus, elle faisait partie d’une niche d’études sur les stratégies nucléaires, signifiant que la théorie s’appliquait peu en dehors de ce domaine.
La deuxième génération s’inscrit alors dans la même ligne de pensée que la première, essentiellement parce qu’elle est initiée par des auteurs de la génération précédente tels que Gray. Il peut même être avancé qu’il s’agit en fait d’une évolution théorique de la génération précédente, davantage axée sur une vision critique. Les avancées entre les deux générations découlent entre autres de l’intégration du constructivisme critique dans la rhétorique des auteurs de la première génération. L’addition du constructivisme critique vient en partie résoudre le problème du lien automatique qui était fait entre la culture stratégique et le comportement d’un État.
L’évolution principale était que la culture stratégique pouvait être manipulée afin de créer une stratégie qui (1) soutient ou promeut des intérêts particuliers, (2) justifie la compétence des décideurs politiques, (3) défléchit la critique et canalise les termes d’un débat. L’instrumentalisation est alors la principale préoccupation d’une partie des experts de la culture stratégique : un bon nombre de théoriciens se sont mis à analyser la rhétorique des décideurs, afin de déterminer si elle correspondait aux intentions sous-jacentes de ces derniers.
La définition de Klein de la culture stratégique demeure encore à ce jour l’une des plus complètes et l’une des plus représentatives de la vague critique que représente la deuxième génération. Pour lui, la culture stratégique renvoie à la façon dont un État moderne hégémonique s’appuie sur son usage de la force pour sécuriser ses objectifs : 
« Mais la culture stratégique est plus qu'un simple style militaire, car elle émerge d'une infrastructure de technologie et d'un secteur de l'armement. Plus important encore, elle repose sur les idéologies politiques du discours public qui permettent de définir les événements comme dignes d'une implication militaire. Ces considérations, à leur tour, signifient que la culture stratégique a beaucoup à voir avec le statut géopolitique d'un pays donné et de ses relations avec ses alliés et ses adversaires. Ainsi, la culture stratégique d’un pays émerge d’un ensemble de pratiques internationales, tant diplomatiques qu’économiques, qui impliquent le pays à l’étranger et limitent l’éventail des activités constituant l’économie politique de la société nationale. Ces contraintes déterminent la marge dans laquelle les décideurs parviennent à une politique par le biais de débats au sein de la bureaucratie de la politique étrangère ».
Klein soulève alors non seulement la profondeur dans laquelle est ancrée la culture sur le plan du langage et des institutions, mais aussi comment elle est débattue à l’interne, ce qui mène à des formulations de politiques étrangères qui sont culturellement acceptables. La subjectivité de la culture stratégique selon le positionnement est un élément ressortant fortement de cette génération. Il est aussi intéressant de soulever les similitudes entre l’instrumentalisation dont traite la deuxième génération et le concept de discours de sécurité dans le champ des études critiques de sécurité.

## Troisième génération
Selon certains, la deuxième génération souffrait d’une appropriation trop large du concept de culture stratégique. C’est pourquoi certains auteurs se sont penchés sur l’élaboration d’un cadre scientifique plus rigoureux de la culture stratégique durant la génération suivante.
La troisième génération, qui est très souvent représentée par les écrits de Johnston, s’opposait fermement aux conceptualisations des deux premières générations, et prônait une approche plus explicative, voire causale de la culture stratégique, se détournant de l’approche interprétative des auteurs précédents. Pour Johnston, différents États ont différentes préférences stratégiques, qui sont ancrées profondément dans les expériences antérieures de ceux-ci. Johnston utilise une approche basée sur des variables : les variables historiques sont les principales à considérer, par exemple les caractéristiques philosophiques, politiques, culturelles et cognitives des États et des élites, et les caractéristiques anhistoriques ou objectives telles que la technologie, la polarité ou les capacités matérielles relatives sont des variables de seconde importance,. De ce fait, le comportement stratégique d’un État n’est pas complètement rationnel, dans le sens où il ne répond pas complètement aux choix des autres États.
Sans être nécessairement en accord avec les théories néoréalistes des relations internationales, Johnston suggère que les États vont chercher à optimiser leur utilité, en d’autres mots leur pouvoir, leurs moyens et leurs ressources; les choix stratégiques seront donc toujours faits dans une optique d’optimisation, contraints seulement par des variables comme la géographie, les capacités, les menaces, et la tendance des États à s’abstenir de tout comportement qui menacerait leur propre survie. Tout en reprenant la prémisse culturaliste que les élites socialisées dans différentes cultures en arrivent à des choix stratégiques différents lorsqu’elles se retrouvent devant une situation similaire, Johnston critique ce point de vue en affirmant que les culturalistes sont inaptes à expliquer convenablement les similarités dans les comportements stratégiques à travers plusieurs cultures stratégiques différentes . Plus précisément, il reproche aux intellectuels de la première génération leur définition dysfonctionnelle et désorganisée de la culture stratégique, qui souvent sous-entendait que les décisions stratégiques ne menaient qu’à un seul type de comportement . Il semble inconcevable qu’une seule culture stratégique n’émerge des multiples apports à la culture. Chacun de ces apports aurait plutôt le potentiel d’engendrer une culture stratégique alternative, voire contradictoire ; une insinuation d’homogénéité dans la culture stratégique serait donc problématique .
La proposition de Johnston est selon lui plus rigoureuse et contrastée, basée sur la relation causale entre des variables dépendantes et indépendantes. Ce faisant, Johnston élabore un « système de symboles » divisé en deux parties. La première comprend le rôle de la guerre dans les affaires humaines (si celle-ci est inévitable ou une aberration), la nature de l’adversaire et de la menace qu’il pose (jeu à somme nulle ou variable), et l’efficacité de l’usage de la force (la capacité de contrôle des résultats et les conditions dans lesquelles l’usage de la force devient utile) ,. Cette partie constitue le pilier de la culture stratégique de troisième génération. Les réponses à ces trois questionnements constituent le paradigme central de sécurité d’une culture stratégique particulière ; les préférences stratégiques découlent logiquement de ce paradigme, illustrant les façons favorisées d’agir en cas de menace à la sécurité . La deuxième partie se compose alors de présupposés au niveau opérationnel quant aux meilleures options stratégiques à employer selon la menace, définie dans les réponses aux questions de la première partie, selon une échelle de réponse douce (diplomatie) ou ferme (recours à la force). Les préférences stratégiques sont ensuite classées en ordre de désirabilité d’actions et de conséquences, et selon les forces culturelles en place.

## Contestation subséquente
La faiblesse de cette troisième génération est soulignée par Gray, invoquant particulièrement l’instrumentalisation. Ce dernier affirme que les études de troisième génération sont sérieusement dans l’erreur lorsqu’elles tentent de séparer la culture du comportement . Toujours dans l’optique de la culture en tant que contexte, il maintient son avis selon lequel chaque acteur constitue la culture ainsi que le contexte. Le plus intéressant est qu’il apporte quelques nuances à ses propres conceptualisations de la culture stratégique. Un État peut très bien agir complètement à l’inverse des préférences sous-entendues dans la culture stratégique, et une culture stratégique peut aussi s’avérer profondément dysfonctionnelle dans l’analyse qu’en font les chercheurs académiques . Il est même possible que la culture stratégique d’une communauté de sécurité puisse comporter tellement d’éléments dysfonctionnels qu’une action en congruence avec sa culture peut entraîner d’énormes ratés : il est possible que le démantèlement de l’ex-URSS ait été causé par sa propre culture stratégique, et les dysfonctionnements qu’elle comportait. Une analyse uniquement « scientifique » basée sur des variables dépendantes et indépendantes ne serait donc que peu viable.
La troisième génération et ses critiques marquent aussi le début des tentatives d’approches intégrées par les auteurs récents. Malgré ces avancements, les débats générationnels demeurent encore aujourd’hui la référence lorsqu’il est question de classification théorique du concept de la culture stratégique.
Pour en savoir plus sur les cultures stratégiques et son application pratique dans l’étude de certains États, se référer à l’article principal sur la culture stratégique.